# 362

362(삼백육십이)는 361보다 크고 363보다 작은 자연수다.

## 수학
- 합성수로, 그 약수는 1, 2, 181, 362이다. 진약수의 합은 184이므로, 362는 부족수다.
  - 115번째 반소수다. 앞의 반소수는 361, 다음 반소수는 365다.
- 자릿수 제곱합이 제곱수인 39번째 자연수다. 이 성질을 지닌 앞의 수는 340, 다음 수는 366이다. (OEIS의 수열 A175396)
  - {\displaystyle 3^{2}+6^{2}+2^{2}=9+36+4=49=7^{2}}
- {\displaystyle 362=1^{2}+19^{2}}
  - 서로 다른 두 자연수의 제곱합으로 나타낼 수 있는 수다.
- {\displaystyle 19^{4}-1}은 362로 나누어떨어진다.

## 과학
- NGC 362(영어판): 큰부리새자리 방향에 있는 구상성단.

## 교통
- 일본 362번 국도(일본어판): 아이치현 도요카와시에서 시즈오카현 시즈오카시 아오이구까지 이어지는 일본의 국도.
- 현도 제362호선

## 군사
- 362 사업: 대한민국의 핵잠수함 건조 사업.
- U-362(영어판): 제2차 세계 대전에 사용된 나치 독일의 군용 잠수함.

## 문화유산
- 대한민국의 보물 제362호: 창원 봉림사지 진경대사탑
- 대한민국의 사적 제362호: 서울 연산군묘

## 기타
- 연도: 362년, 기원전 362년